# Coanocito
Los coanocitos, un tipo de célula de collar, son células especializadas con flagelo, constituyentes del cuerpo de las esponjas, que en su conjunto forman, la capa interna de estos animales. 
Los coanocitos poseen un largo flagelo en el extremo apical, que está rodeado de una corona  de microvellosidades. Poseen capacidad para la transdiferenciación en otros tipos de células, dan origen a las células reproductivas. 
Los coanocitos de animales no bilaterales como las esponjas, se remontan al inicio de la vida animal y sus parientes vivos más cercanos son los coanoflagelados.

## Historia
En 1895 Bidder describió los coanocitos de Sycon raphanus y Sycon compressa, como 
células con forma de barril, 
"...full corn-sacks standing side by side in a granary..." 
 sacos de maíz llenos, parados lado a lado en un granero... Bidder, 1895. 
 Bidder mencionó la presencia de fibrillas en los collares.
En 1958 Rasmont describió utilizando microscopía electrónica, las estructuras similares a puentes entre las microvellosidades.

## Estructura
En la mayoría de las esponjas, los coanocitos se encuentran organizados dentro de pequeñas cámaras esféricas, dentro de una compleja red de canales.
Los coanocitos son células especializadas que están provistas de un flagelo y recubren la superficie interior (el #Coanodermo) de los integrantes del filo de los  poriferos.

### Microaquitectura

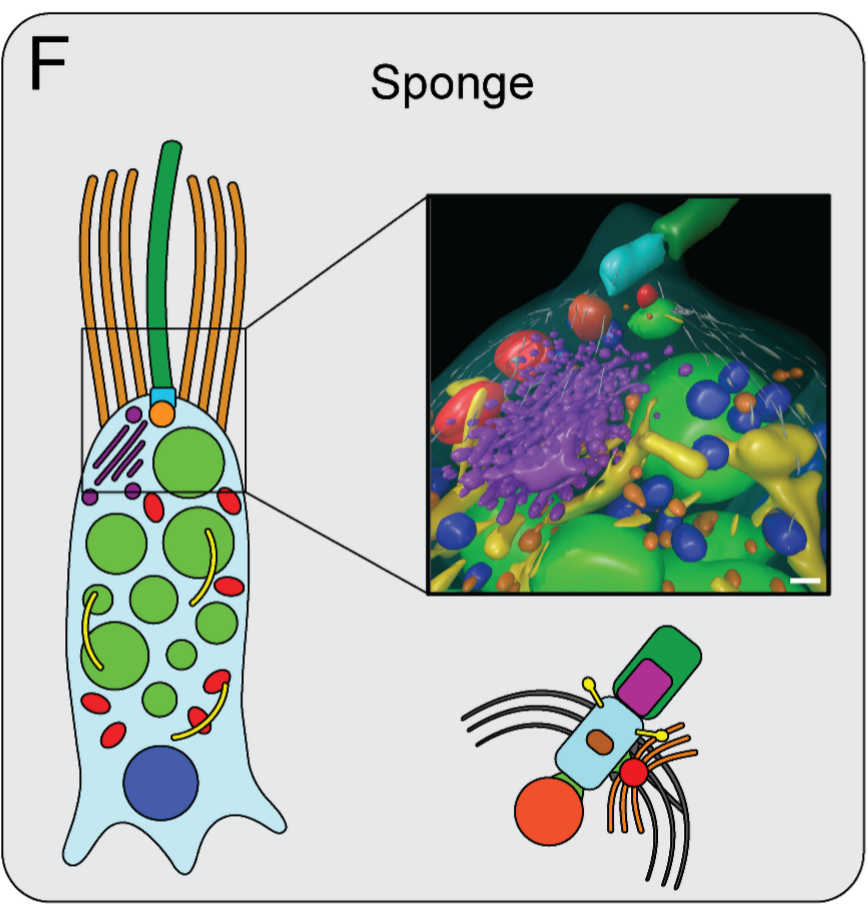
Esquema y Reconstrucción 3D de Coanocito.
Microvellosidades en naranja.
Flagelo en verde.

Los coanocitos son células claramente polarizadas, con un tamaño de 2–10 micrómetros (μm) de diámetro. Pueden ser redondeados o altos y están ubicados sobre una base de colágeno (mesohyl/mesénquima).
Los coanocitos poseen un largo flagelo en el extremo apical, que está rodeado de una corona simple o doble de microvellosidades en forma de collar, empalizada circular o red.
  Las microvellosidades del collar son permanentes y se elevan aproximadamente dos tercios (2/3) de la altura del flagelo.
Comúnmente contienen numerosas vacuolas digestivas.

### Ultraestructura

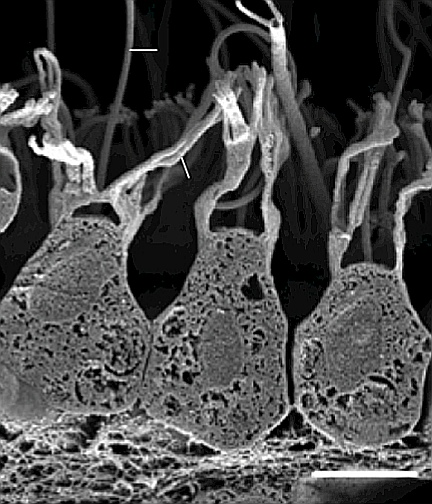
Coanocitos en corte longitudinal; arriba microvellosidades y flagelos. Microscopía electrónica de barrido.

Los coanocitos o células de collar se caracterizan por la presencia de un único flagelo apical rodeado por un collar.

#### Complejo del collar
El complejo del collar de los coanocitos de esponja está formado por un solo flagelo apical y un collar formado de microvellosidades llenas de actina.
Los collares forman un tubo y las microvellosidades están unidas por una malla de glicocáliz (Spongilla lacustris).
Los flagelos de los coanocitos tienen un par de procesos planos y simétricos laterales: las paletas flagelares. 
Las microvellosidades en el collar de (Leucosolenia variabilis) están selladas en las partes apicales por una fina malla o red de glicocáliz: el colador.
El collar de microvellosidades simple o doble que utilizan para capturar presas bacterianas.
- Lamelipodio

#### Coanodermo

Coanocitos. En rojo Coanodermo.
A) esponja asconoide; B) siconoide; C) leuconoide.
1: espongiocoele o atrio; 2: ósculo; 3:canal vibrátil o radial; 4: cámara flagelada o vibrátil; 5: poro inhalante; 6: canal inhalante.

Una capa continua de coanocitos y sus células basales, conforman el tejido animal de recubrimiento interno denominado coano-dermo.
 El coanodermo puede ser plano y tener el grosor de una sola célula (asconoide); puede replegarse dentro de canales múltiples (siconoide) o puede subdividirse para formar racimos de cámaras de coanocitos independientes (leuconoide).
  El coanodermo y el pinacodermo están revestidos por una membrana basal lo cual representa una característica original de las esponjas. 

Los tejidos de esponja son obligadamente más multifuncionales que sus contrapartes en animales avanzados. Además, las células de los tejidos de esponja, poseen una capacidad muy alta para la transdiferenciación en otros tipos de células.
El tejido coanosómico (coanodermo) mediante el batimiento de miles de flagelos por milímetro cúbico, produce flujo de agua a través de la esponja. 
Se encuentran alrededor de 50–200 coanocitos en cámaras de demosponja, 200–300 coanocitos en una cámara hexactinélida, y hasta 1000 coanocitos en una cámara siconoide calcárea (Sycon).

## Fisiología

### Circulación acuífera
El sistema acuífero está constituido por los poros, canales y espacios huecos (cámaras) que conducen un flujo unidireccional de agua para filtrar y absorber los nutrientes, intercambiar gases y expulsar los productos de desecho.

Los coanocitos que conforman el #Coanodermo, tienen su flagelo dirigido hacia la cámara, la cual comunica con el agua del medio externo. Con su batido flagelar los coanocitos provocan corrientes de agua; esos movimientos son coordinados en su dirección hacia el interior.
  Un kilogramo de una esponja típica puede bombear hasta 50  000  litros de agua a través de su cuerpo, en un solo día.

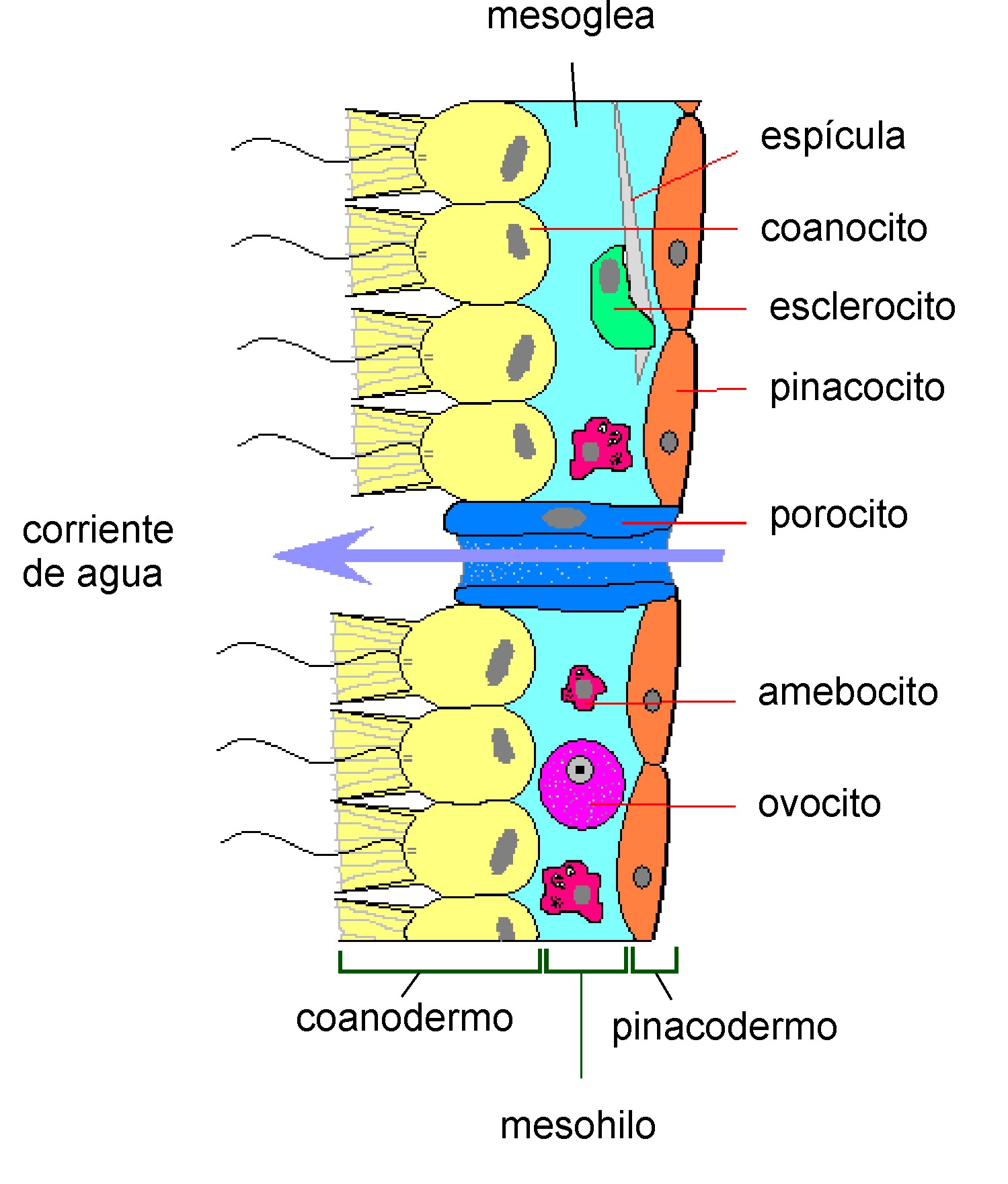
Tipos celulares una asconoide; en amarillo, los coanocitos.

Dependiendo de los tipos de esponjas, los coanocitos ocupan diferentes regiones:
- Las esponjas Asconoides, con su típica forma de tubo, tienen los coanocitos tapizando las paredes del atrio o espongiocele, donde generan la corriente de agua, que en este caso es muy débil.
- Las Siconoides disponen de canales flagelares donde se localizan los coanocitos. Así, con un menor volumen de agua para la misma superficie de coanocitos, éstos pueden bombear más cantidad de agua aumentando la eficiencia del sistema acuífero.
- Las esponjas Leuconoides tienen el mayor eficiencia en producir corrientes de agua, ya que sus coanocitos se localizan en pequeñas cámaras flagelares, y disponen de un atrio muy pequeño y muy dividido, siendo la mayor parte de la esponja, canales y cámaras.

Los flagelos en tejidos vivos intactos baten como una onda sinusoidal en un solo plano y cada flagelo de coanocito en una cámara, bate en un plano ligeramente diferente a los demás.

### Alimentación
Los coanocitos intervienen en la captura del alimento. Al provocar corriente, obligan a las partículas en suspensión a acercarse. El agua atraviesa las microvellosidades del collar, donde queda atrapado el alimento que será después fagocitado y, llevado al resto del organismo.

La fagocitosis es el mecanismo de alimentación predominante o único en las esponjas.
Algunas esponjas son consumidoras de bacterias, sean estas heterótrofas y autótrofas/picoeucariotas. Otras centran su actividad en un solo grupo (p. ej., las bacterias autótrofas). Las esponjas pueden ser consumidoras muy eficientes: una especie  elimina más del 95 % del ultraplancton que pasa por su cuerpo.

### Reproducción
Los coanocitos tienen un importante papel en la reproducción. Por un lado, son las células que dan lugar a los espermatozoides; todos o algunos coanocitos de una cámara vibrátil se transforman en espermatogonias que originarán espermatozoides. Por otro lado, los coanocitos fagocitan los espermatozoides de otros individuos, que han penetrado en el sistema acuífero; luego, estos coanocitos se desprenden, se transforman en células ameboides (forocitos) que llevan el espermatozoide hasta un óvulo.[cita requerida]

## Recambio celular de coanocitos
Se pueden encontrar evidencias de la pluripotencia de los coanocitos, y tanto en Calcarea como en Demospongiae, los coanocitos juegan un papel importante en los procesos regenerativos.
  Los coanocitos de Haliclona caerulea proliferan rápidamente, con una duración del ciclo celular de solo 5 horas, una de las más rápidas descritas hasta la fecha en cualquier animal multicelular in vivo. 
 En estado estacionario, (condiciones sin crecimiento), la rápida proliferación celular se equilibra con cantidades masivas de desprendimiento de células para mantener la homeostasis tisular en el compartimento de los coanocitos.

## Genética

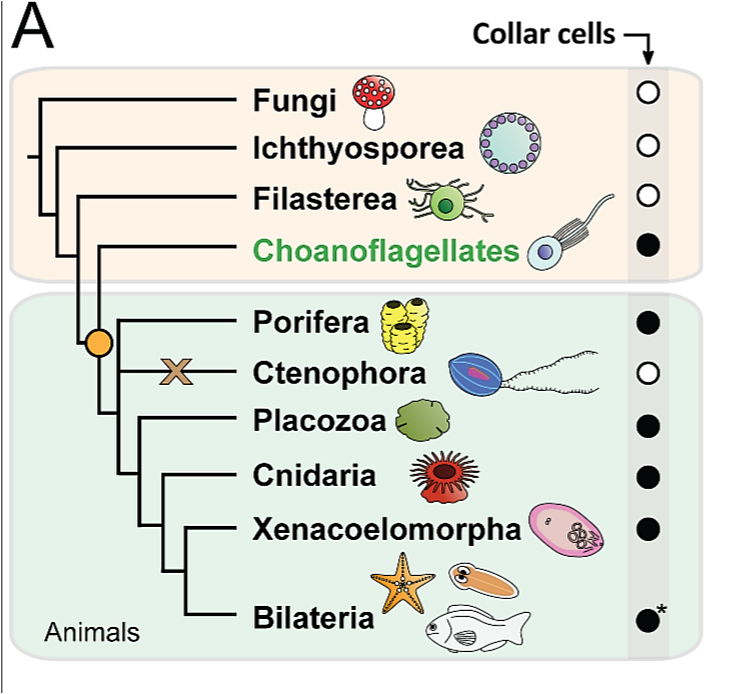
Distribución filogenética de células de collar en Choanozoa (Choanoflagellata + Metazoa).
Círculo naranja origen de Células de collar.
Círculos negros indican presencia de Células de collar.

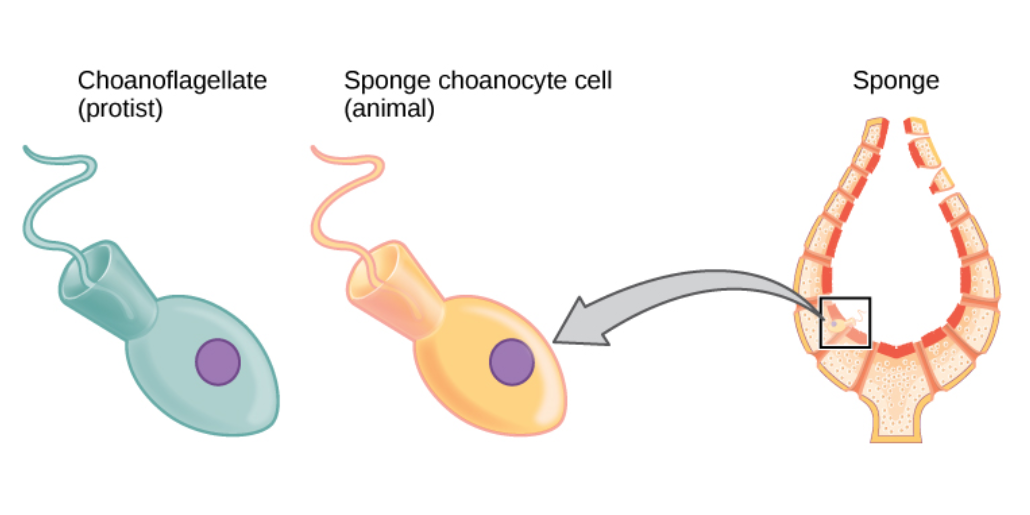
Similitudes.

Los coanocitos tienen una gran similitud con los organismos unicelulares denominados coanoflagelados, dato que se utiliza para defender la teoría colonial sobre el origen de los animales, según la cual, una colonia de coanoflagelados sería el punto de partida para la organización pluricelular típica de los animales.
Datos transcriptómicos y otros datos genéticos de esponjas, muestran que tienen un complemento muy similar de genes y vías genéticas a los de otros animales. 
A. queenslandica muestra la presencia de la mayoría de los componentes de la densidad postsináptica en su genoma, incluyendo los sitios de unión de ligandos, pero la ausencia de los ligandos.

## Aspectos evolutivos
El último ancestro común de los grupos de animales no bilaterales como las esponjas, se remonta al inicio de la vida animal; su estudio y comparación proporciona información importante sobre la evolución temprana de los sistemas y funciones digestivas.
 Sus parientes vivos más cercanos son los coanoflagelados, lo que sugiere  que los primeros animales utilizaban células flageladas en forma de collar para capturar presas bacterianas.
La fagocitosis es el mecanismo de alimentación predominante o único en esponjas y un subconjunto de animales bilaterales, es muy probable que sea el mecanismo de alimentación ancestral de los metazoos.